# El valle de los Lobos
El valle de los Lobos es una novela de literatura fantástica, escrita por Laura Gallego García y publicada por la editorial Grupo SM en el año 2000.
Es el primer volumen de la trilogía Crónicas de la Torre, seguido por las novelas La maldición del Maestro y La llamada de los muertos, y cuenta con una precuela titulada Fenris, el elfo, que narra el pasado de uno de los personajes principales de la saga.

## Resumen
Dana, la hija menor de una familia de agricultores, nació en una cuadra de caballos y creció junto a su familia como una integrante más. Nunca la trataron de forma especial, sin embargo, era evidente que era distinta: sigilosa como un gato y apenas habladora. A los seis años conoce al que será su fiel amigo, Kai.
Años después, su vida cambia por completo al conocer al “Maestro”, quien la lleva a la Torre en el Valle de los Lobos. Allí se le revelan los secretos de la magia ancestral y descubre la verdad sobre Kai.
Con el tiempo, Dana se convierte en una poderosa aprendiz. A medida que se acerca al final de sus estudios, fortalece su relación con el resto de los habitantes de la Torre.  
Sin embargo, en sus sueños, una figura transparente de una mujer con túnica dorada no cesa de pedirle ayuda. De ella dependerá desenterrar los secretos del Valle de los Lobos.

## Personajes

### Dana
La protagonista de la novela. Es una granjera de cabello negro y ojos azules, lista, reflexiva y muy introvertida. Es seria y responsable para su edad. En la Torre, aprende a usar y canalizar sus poderes para el bien. Aunque no lo quiere admitir, siente algo más que una amistad por Kai..

### Kai
Es el mejor amigo de Dana, a quien conoce desde los seis años. Es sincero, alegre, leal y a menudo parece despreocupado. Es capaz de mostrarse serio cuando la ocasión lo requiere, pero también simpático. Se preocupa por Dana más que nadie, superando los límites de una amistad convencional, y le oculta un gran secreto.

### Aonia
Una dama misteriosa que se le aparece a Dana en la Torre, solicitando ayuda para buscar el poder del unicornio y pidiéndole que no hable sobre ella con nadie. Parece tener una estrecha relación con la Torre y el misterio del Valle. Es una maga altamente cualificada a quien se le habría entregado el poder del unicornio. Además, es una Archimaga (el mayor rango entre los magos) y fue la antigua maestra de la Torre.

### Fenris
Es un aprendiz que está por finalizar su formación mágica cuando Dana llega a la Torre. Enigmático, inteligente y antisocial, fue desterrado de su hogar y oculta un misterioso pasado que se revela en su novela Fenris, el elfo. También es un licántropo y tiene aproximadamente 200 años, aunque su apariencia es juvenil.

### El Maestro
El Maestro de la torre es un sabio mago y poderoso parece una persona de gran corazón pero en realidad quiere beneficiarse de sus alumnos.

### Maritta
Cocinera de la torre y gran amiga de Dana

### Lunaestrella
La yegua de Dana, nombrada por ella, con la que se va de la granja y utiliza para todas sus incursiones durante el primer libro.

### Medianoche
El caballo que el Maestro usa cuando va a buscar a Dana a la granja.

### Álide
El caballo de Fenris, que utiliza para rescatar a Dana durante sus primeras incursiones al Valle de los Lobos.